# 449 Hamburga
449 Hamburga је астероид главног астероидног појаса. Приближан пречник астероида је 85,59 km,
а средња удаљеност астероида од Сунца износи 2,551 астрономских јединица (АЈ).
Инклинација (нагиб) орбите у односу на раван еклиптике је 3,085 степени, а орбитални период износи 1488,449 дана (4,075 године). Ексцентрицитет орбите астероида износи 0,172.
Апсолутна магнитуда астероида износи 9,47 а геометријски албедо 0,039.
Астероид је откривен 31. октобра 1899. године.